# Sandy Bay (Nicaragua)
Sandy Bay, con 3.939 habitantes (2005), es una comarca en el municipio Puerto Cabezas en la Región Autónoma de la Costa Caribe Norte, Nicaragua. Está ubicado en la parte noreste del país, en lado del Mar Caribe.

## Historia
Sandy Bay fue su propio municipio ("pueblo") entre 1922 y 1932.